# عز الدين جعفر
عز الدين جعفر بن علاء الدين آرتين كان سلطانًا للآرتيين من عام 1354 إلى عام 1355 م. وعلى الرغم من أن شقيقه الأصغر غياث الدين محمد الأول كان مُفضلًا وسمح له أمراء الآرتيين بالصعود إلى العرش، إلا أن عدم كفاءته في الحكم أدّى إلى أن يصبح عز الدين جعفر السلطان بعد فترة وجيزة. وفي العام التالي، استعاد محمد حكمه وطرد جعفر.

## فهرس
- Çayırdağ, Mehmet (Aug 2000). "Eretnalı Beyliğinin Paraları" [Coinage of the Eretna Principality]. Belleten (بالتركية). Turkish Historical Society. 64 (240): 435–452. DOI:10.37879/belleten.2000.435. ISSN:2791-6472. Archived from the original on 2025-06-02. Retrieved 2023-11-17.
- Uzunçarşılı, İsmail Hakkı (20 Apr 1968). "Sivas - Kayseri ve Dolaylarında Eretna Devleti" [State of Eretna in Sivas - Kayseri and Around]. BELLETEN (بالتركية). Turkish Historical Association. 32 (126): 161–190. Archived from the original on 2025-04-04. Retrieved 2023-10-28.